# Australe Scopuli
Gli Australe Scopuli sono una struttura geologica della superficie di Marte.